# Pierre Vogin
Pour les articles homonymes, voir Vogin.
Pierre-Auguste Vogin est un homme politique français né le 2 février 1809 à Dieuze (Meurthe) et décédé le 21 décembre 1882 à Bastia (Haute-Corse).
Entré à l'école Polytechnique en 1828 et à l'école des ponts et chaussées en 1830, il est ingénieur civil en Corse. Prosper Mérimée le mentionne dans ses Notes de Voyage en Corse. 
Député de la Meurthe de 1848 à 1849, siégeant à gauche, il est battu en 1849, il reprend ses fonctions d'ingénieur et prend sa retraite en 1871 comme ingénieur en chef.

## Distinctions
- Chevalier de la Légion d'honneur (1847)

## Sources
- « Pierre Vogin », dans Adolphe Robert et Gaston Cougny, Dictionnaire des parlementaires français, Edgar Bourloton, 1889-1891 [détail de l’édition]